# Священная роща Балта-Тиймез
Священная роща Балта́-Тийме́з (с тюркского «Топор не коснётся») — ботанический памятник природы в Бахчисарайском районе, Республика Крым. Расположен на территории старого караимского кладбища в Иосафатовой долине в окрестностях пещерного города Чуфут-Кале. По состоянию на конец 19 века, когда имеются первые фото кладбища, в его глубине имеются несколько крупных деревьев, остальная территория полностью лишена растительности. В настоящее время это сплошной древостой. Роща состоит из 29 экземпляров дуба черешчатого (13 живых и 16 высохших деревьев). Согласно заключению дендрохронологической экспертизы лаборатории Института археологии НАН Украины от 11 ноября 1998 года, древнейшие из сохранившихся экземпляров дуба скалистого в Иосафатовой долине датируются 1780—1785 годами. Деревья на высоте 1,3 м имеют в обхвате 2—4 м, их высота 20—30 м.

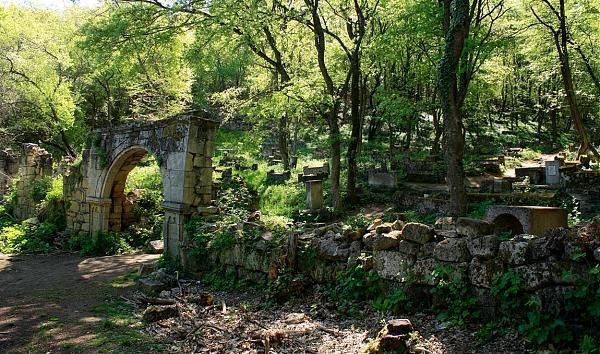
Караимское родовое кладбище Балта-Тиймез, ограда и главные ворота
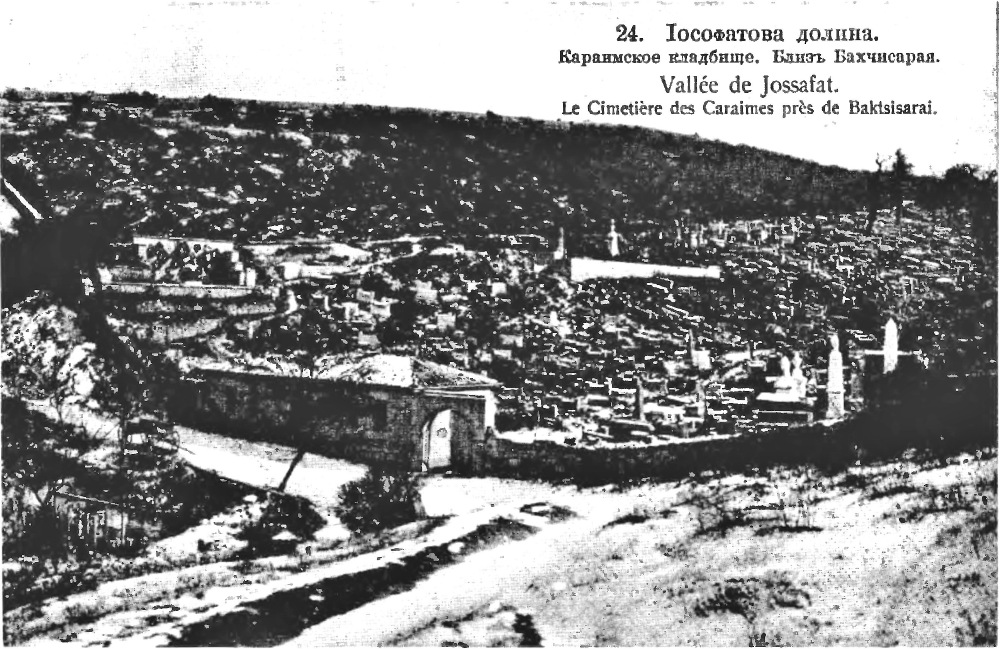
Иосафатова долина вид запада Почтовая карточка 1900-х. Вид с северо-запада